# Euthalia mahadeva
Euthalia mahadeva is een vlinder uit de onderfamilie Limenitidinae van de familie Nymphalidae. De wetenschappelijke naam van de soort is voor het eerst geldig gepubliceerd in 1859 door Frederic Moore.

## Ondersoorten
- Euthalia mahadeva mahadeva
- Euthalia mahadeva binghami De Nicéville, 1895
- Euthalia mahadeva rhamases Staudinger, 1889
- Euthalia mahadeva sakii De Nicéville, 1894
- Euthalia mahadeva sericea Fruhstorfer, 1896
- Euthalia mahadeva zichri (Butler, 1869)
- Euthalia mahadeva zichrina Fruhstorfer, 1904